# Elena Cotta
Elena Cotta (ur. 19 sierpnia 1931 w Mediolanie) – włoska aktorka filmowa, teatralna i telewizyjna. Laureatka Pucharu Volpiego dla najlepszej aktorki na 70. MFF w Wenecji za rolę wiekowej i upartej Albanki w filmie Ulica w Palermo (2013) w reżyserii Emmy Dante. Cotta zdobyła tę nagrodę w wieku 82 lat.